# Bay Breakers
Actualités
Les Bay Breakers sont une franchise féminine de rugby à XV basée dans la région de la baie de San Francisco. L'équipe dispute la Women's Elite Rugby, championnat professionnel aux États-Unis.

## Historique
En 2022, la Premier League entame la campagne « Ignite the change » visant à professionnaliser le rugby féminin aux États-Unis. À la mi-2023, un conseil de direction était mis en place avec l'objectif de créer une ligue privée professionnelle, et profiter de l'essor des sports féminins ainsi que de la médiatisation à venir de la Coupe du monde 2033. La Women's Elite Rugby est lancée et annonce en 2024 que la région de la baie de San Francisco fait partie des six métropoles choisies pour accueillir les premières franchises de la nouvelle ligue. Un choix logique dans la mesure où la ville héberge deux équipes de Premier League, à savoir les Life West Gladiatrix et les Berkeley All Blues, finalistes du dernier championnat national. Au mois d'octobre, la ligue révèle le nom de l'entraineuse : il s'agit de Hannah Stolba, qui est l'entraineuse des Berkeley All Blues.
En janvier 2025, le nom et l'identité visuelle de l'équipe sont révélés : il s'agira des Bay Breakers (« les brisants de la baie ») en référence aux vagues de la côte Pacifique. En février, les Bay Breakers révèlent leurs Foundational Five, les cinq premières joueuses mises sous contrat. Il s'agit d'Olivia Bernadel-Huey, Elena Edwards, Celine Liulamaga, Roxelle Thomas et de la Canadienne Jade McGrath. L'effectif complet (trente joueuses) est dévoilé deux semaines plus tard. On y trouve notamment les internationales Bulou Mataitoga, Kathryn Treder et Alev Kelter (qui jouent toutes les trois en Angleterre, à Loughborough),  Mona Lisa Tupou et Taina Tukuafu. L'équipe jouera ses matchs au Grape Bowl, un stade multifonction de 5 000 places situé à Lodi, dans un secteur viticole de la région (d'où le nom du stade).